# Abdelmalek Djeghbala
Abdelmalek Djeghbala (sinh ngày 1 tháng 3 năm 1983) là một cầu thủ bóng đá người Algérie. Hiện tại anh thi đấu cho RC Arbaâ ở Giải bóng đá hạng nhất quốc gia Algérie.

## Sự nghiệp câu lạc bộ
Năm 2008, Djeghbala gia nhập USM El Harrach từ NRB Touggourt. Ngày 1 tháng 5 năm 2011, Djeghbala đá chính cho USM El Harrach ở Chung kết Cúp bóng đá Algérie 2011 trước JS Kabylie. Tuy nhiên, El Harrach thua 1-0.

## Danh hiệu
- Vào chung kết Cúp bóng đá Algérie 1 lần cùng với USM El Harrach ở 2011